# Cecil Alport

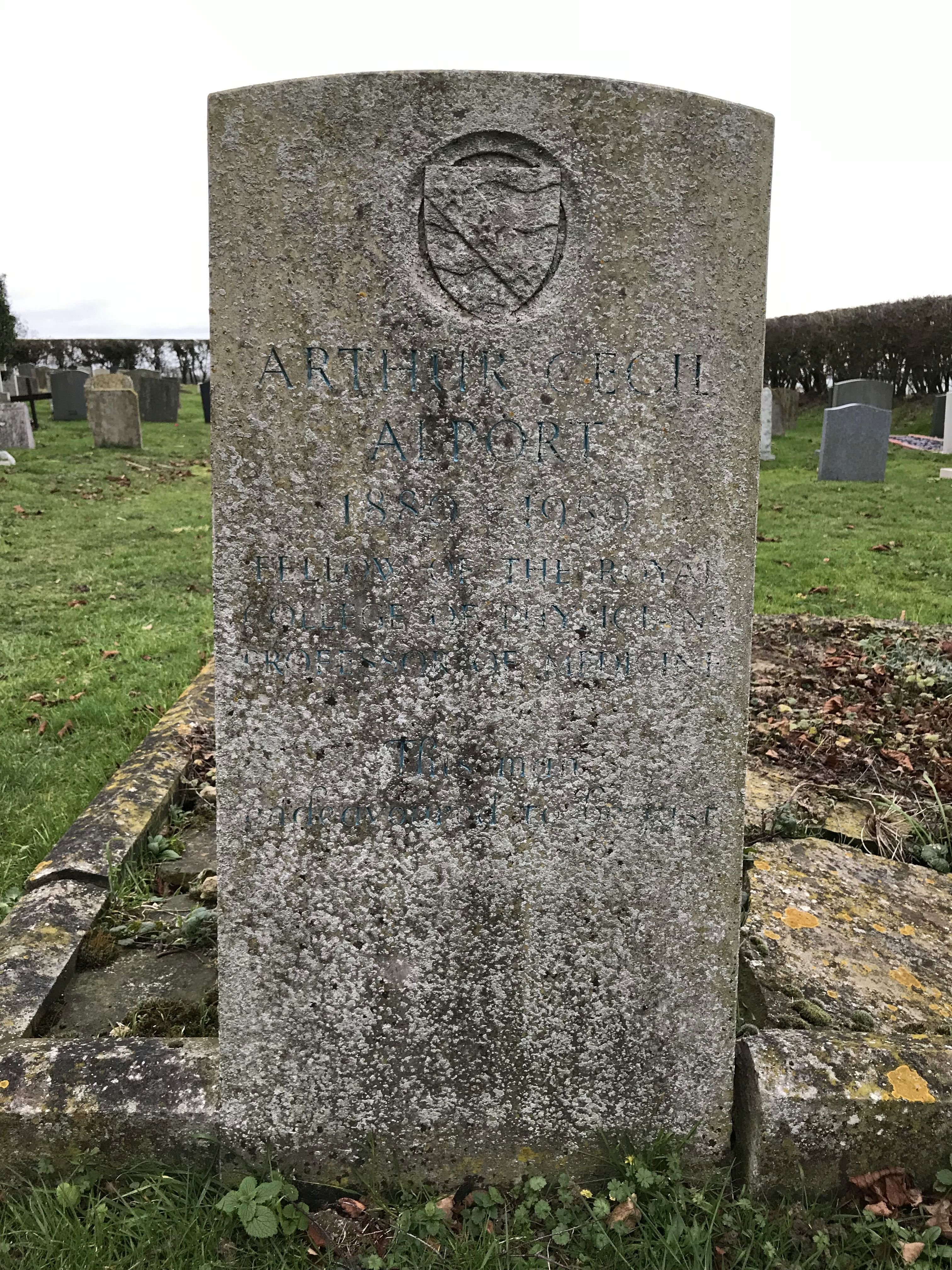
Grób Arthura Cecila Alporta na cmentarzu św. Jana Chrzciciela, Layer de la Haye, Essex.

Arthur Cecil Alport (ur. 25 stycznia 1880 w Beaufort West, zm. 17 kwietnia 1959 w Londynie) – południowoafrykański lekarz. Jako pierwszy opisał chorobę, znaną dziś jako zespół Alporta.
Urodził się w 1880 roku jako syn Arthura Cuthberta Alporta i Ellen Esther Thwaites. W 1905 ukończył studia medyczne na Uniwersytecie Edynburskim, następnie powrócił do Południowej Afryki i praktykował w Johannesburgu. Posiadał niewielką kopalnię złota, która nie przynosiła jednak zysków. Podczas I wojny światowej służył w Royal Army Medical Corps, południowo-zachodniej Afryce, Macedonii i Salonikach. Po wojnie pracował w Londynie, w Ministry of Pensions jako specjalista od chorób tropikalnych. Od 1922 do 1936 współpracował z Frederickiem Samuelem Langmeadem w St. Mary’s Hospital, Paddington. W 1937 roku wyjechał do Kairu, gdzie został profesorem w Szpitalu króla Fauda. Był inicjatorem przeprowadzenia reformy egipskiej służby zdrowia, którą zastał skorumpowaną i niedostępną dla biedniejszych pacjentów. W 1944 roku anonimowo opublikował pamflet, który stał się podstawą zmian w organizacji egipskiej medycyny. 
W 1907 roku ożenił się z Janet McCall, córką Jamesa McCalla. Pierwszy syn Arthur Cuthbert Alport zmarł w dzieciństwie, drugim był Cuthbert James McCall Alport (ur. 22 marca 1912, zm. 28 października 1998), późniejszy baron Alport.
Zmarł 17 kwietnia 1959 roku w St. Mary's Hospital, Paddington. 

## Wybrane prace
- Malaria and Its Treatment (1919) Internet Archive
- On nephritis, for the student and practitioner (Heinemann, 1929)
- The House of Curious: The Odyssey of a Father and a Son (1937)
- One Hour of Justice: The Black Book of the Egyptian Hospitals and a Fellaheen Charter (1947)